# Якеши
Якеши (кит. спр. 牙克石市, піньїнь: Yákèshí Shì) — місто-повіт на північному сході Внутрішньої Монголії, складова міста Хулунбуїр.

## Географія
Якеши лежить на річці Аргунь у межах Великого Хінгану.

### Клімат
Місто знаходиться у зоні, котра характеризується континентальним субарктичним кліматом. Найтепліший місяць — липень із середньою температурою 18.2 °C (64.8 °F). Найхолодніший місяць — січень, із середньою температурою -24.6 °С (-12.3 °F).
| Клімат Якеши            | Клімат Якеши | Клімат Якеши | Клімат Якеши | Клімат Якеши | Клімат Якеши | Клімат Якеши | Клімат Якеши | Клімат Якеши | Клімат Якеши | Клімат Якеши | Клімат Якеши | Клімат Якеши | Клімат Якеши |
| Показник                | Січ.         | Лют.         | Бер.         | Квіт.        | Трав.        | Черв.        | Лип.         | Серп.        | Вер.         | Жовт.        | Лист.        | Груд.        | Рік          |
| Середній максимум, °C   | −19          | −15          | −4,8         | 7,5          | 16,6         | 22,6         | 24,1         | 22           | 16           | 6,6          | −6,8         | −16,6        | 4,4          |
| Середня температура, °C | −24,6        | −21,6        | −11,8        | 0,8          | 9,2          | 15,4         | 18,2         | 16           | 9,3          | 0,1          | −12,5        | −21,7        | −1,9         |
| Середній мінімум, °C    | −31          | −29,3        | −19,8        | −6,9         | 0,6          | 7,1          | 11,4         | 9,3          | 1,7          | −7,6         | −19          | −27,8        | −9,3         |
| Норма опадів, мм        | 4            | 3.7          | 6.4          | 18.3         | 31.7         | 74.5         | 133.8        | 102.3        | 51.3         | 14.1         | 7.1          | 5.5          | 452.7        |
| Днів з опадами          | 7,6          | 6,3          | 6,4          | 7,6          | 9            | 13,9         | 17,9         | 16,1         | 11,6         | 6,6          | 7,3          | 10           | 120,3        |
| Вологість повітря, %    | 79.6         | 77.8         | 66.6         | 50.9         | 46.8         | 61.9         | 74.1         | 75.9         | 67.5         | 59.1         | 72.9         | 80.3         | 67.8         |
| ----------------------- | ------------ | ------------ | ------------ | ------------ | ------------ | ------------ | ------------ | ------------ | ------------ | ------------ | ------------ | ------------ | ------------ |
| Джерело: Weatherbase    |              |              |              |              |              |              |              |              |              |              |              |              |              |